# Dahiri
Dahiri è una città e sottoprefettura della Costa d'Avorio appartenente al  dipartimento di Fresco. Conta una popolazione di 36 591 abitanti (censimento 2014).